# 26 (nombre)
« Vingt-six » redirige ici. Cet article concerne le nombre 26. Pour l'année, voir 26.
Le nombre 26 (vingt-six) est l'entier naturel qui suit 25 et qui précède 27.

## En mathématiques
Le nombre 26 est :
- un nombre composé et semi-premier ; ses diviseurs propres sont 1, 2, et 13 ;
- un nombre deux fois brésilien avec 26 = 2223 = 2212 ;
- le seul[1] entier successeur d'un carré (25 est le carré de 5) et prédécesseur d'un cube (27 est le cube de 3) ;
- un nombre dont le carré est un nombre palindrome : 262 = 676 ;
- égal à la somme des chiffres de son cube : 263 = 17576, avec 1 + 7 + 5 + 7 + 6 = 26. Cette propriété est partagée par 5 autres nombres : 1, 8, 17, 18 et 27 ;
- la constante magique de l'hexagramme magique ;
- un nombre pyramidal heptagonal ;
- un nombre nontotient et un nombre noncototient ;
- la somme des deux premières puissances de 5 d'exposant pair (50 + 52 = 26) ;
- la somme des factorielles des deux premiers nombres pairs non nuls (2! + 4! = 26) ;
- la somme des quatre premiers nombres premiers impairs (3 + 5 + 7 + 11 = 26) ;
- le nombre de groupes sporadiques dans la classification des groupes simples finis.

## Dans d'autres domaines
Le nombre 26 est aussi :
- Le numéro atomique du fer, un métal de transition.
- le numéro de la sourate Ach-Chu'ara dans le Coran.
- Le nombre de lettres dans l'usage français de l'alphabet latin, si les majuscules ne sont pas distinguées des minuscules et les accents sont ignorés.
- Le nombre de dimensions de l'espace-temps dans la théorie bosonique des cordes, en mécanique quantique.
- C'est souvent le nombre d'épisodes dans les séries de dessins animés japonais.
- Le nombre d'années de mariage des noces de jade.
- Le n° du département français de la Drôme.
- Le numéro de l'autoroute française A26 qui part de l'A5 à la hauteur de Troyes pour atteindre Calais. Elle est appelée l'autoroute des Anglais.
- Le nombre de cantons en Suisse.
- Années historiques : -26, 26, ou 1926.
- La valeur guématrique du Tétragramme YHWH, qui est le nom hébraïque de Dieu.
- En hébreu, le mot "existence" a une valeur numérique de 26. "Amour" vaut 13, et la rencontre de l'amour entre deux personnes vaut donc 2*13 = 26
- Ligne 26

## Note
1. ↑  Unicité annoncée par Fermat : (en) « Fermat's proof for {\displaystyle x^{3}-y^{2}=2} », sur MathOverflow.